# Бай Баошань
Бай Баошань (кит. трад. 白寶山, упр. 白宝山, пиньинь Bái Bǎoshān) (6 ноября 1958 — 6 мая 1998) — китайский убийца и грабитель.

## Убийства
Баошань был первоначально приговорён к 13 годам лишения свободы в 1983 году за убийство, которое он совершил во время попытки ограбления. В марте 1996 года, после освобождения из тюрьмы, он украл полуавтоматический пистолет полицейского и использовал его, чтобы убить человека, при этом ранив шесть человек, четверо из которых были полицейскими. В провинции Хэбэй он убил полицейского и украл его автомат. В общей сложности он убил 15 человек из-за денег или простого развлечения.
Он вернулся в Пекин в октябре 1997 года, был арестован 16 октября 1997 года и обвинен в 15 убийствах. Приговорён к смерти и в скором времени расстрелян.